# Wilhelm Weidig
Wilhelm Elias Carl Weidig (* 25. März 1798 in Cleeberg; † 8. November 1873 in Gießen) war ein hessischer Landrichter und Abgeordneter der 2. Kammer der Landstände des Großherzogtums Hessen.
Wilhelm Weidig war der Sohn des Oberförsters Ludwig Christian Weidig (1765–1835) und dessen Ehefrau Wilhelmine Christine geborene Liebknecht (1766–1831). Sein Bruder, Alexander Friedrich Ludwig Weidig (1791–1837) wurde Rektor und Pfarrer. Sein anderer Bruder, Gottlieb Weidig (1793–1875) wurde Förster und ebenfalls Mitglied des Landtags. Gottlieb Weidig, der evangelischer Konfession war, heiratete 1855 Friederike geborene Simon († 1855).
Weidig studierte ab 1815 Theologie an der Universität Gießen. Er wurde 1822 Hofgerichtsadvokat am Hofgericht Gießen, 1827 Assessor mit Stimme am Stadtgericht Gießen und 1828 am Landgericht Schotten. Ab 1847 war er Landrichter in Altenschlirf, welches später in Herbstein umbenannt wurde. 1860 wurde er pensioniert.
1849 bis 1850 und erneut 1862 bis 1866 gehörte er der Zweiten Kammer der Landstände des Großherzogtums Hessen an. Er wurde für den Wahlbezirk Oberhessen 8/Herbstein und dann im Wahlbezirk Oberhessen 8/Laubach gewählt.